# Nikomedes IV
Nikomedes IV Filopator (gr. Νικομήδης, Nikomḗdēs) (zm. 74 p.n.e.) – ostatni król Bitynii w latach 94-91 p.n.e., 90-88 p.n.e. i od 85 p.n.e. do swej śmierci. Syn króla Bitynii Nikomedesa III Euergetesa i królowej Nysy I.

## Konflikt z bratem
Początki panowania Nikomedesa przypadły na okres względnego pokoju w regionie. Jednakże ze względu na kłopotliwe sąsiedztwo z królestwem Pontu, zaczął mieć kłopoty z jej królem Mitrydatesem VI Eupatorem Dionizosem. Ten, jeden z największych nieprzyjaciół Rzymu, zaczął niepokoić granice Bitynii. Wspierał jego młodszego brata Sokratesa Chrestosa w walce o tron bityński. W 91 r. wysłał go na Bitynię, dając mu pomoc wojskową. Walka o władzę nad ojczyzną między nimi zakończyła się porażką Nikomedesa. Ten postanowił udać się na wygnanie do Rzymu.

## Odzyskanie tronu
W 90 r. Rzymianie jednak podjęli decyzję o udzieleniu pomocy jemu oraz usuniętemu z Kapadocji królowi Ariobarzanesowi I Filomajosowi. Wysłali w tym celu posłów pod przewodnictwem Maniusza Akwiliusza oraz wydali polecenie Gajuszowi Kasjuszowi Longinusowi, namiestnikowi prowincji Azji, aby pomógł im militarnie. Ci z pomocą Galatów i Frygów ponownie wprowadzili Nikomedesa na tron bityński a Ariobarzanesa I na tron kapadocki.

## Wojna z Mitrydatesem
Po tym Rzymianie namawiali obu do napadu na kraj Mitrydatesa VI, ich wroga, by sprowokować go do wojny. Obaj wahali się, bowiem obawiali się potęgi sąsiada. Nikomedes, mając długi u Rzymian, wbrew swej woli spustoszył Pont aż do miasta Amastris. Mitrydates unikał wydania bitwy, by mieć więcej powodów do wszczęcia wojny. Gdy Nikomedes wrócił z dużymi łupami do domu, król Pontu wysłał posła Pelopidasa do Rzymian, by się poskarżyć. Poseł przypominając o więzach przyjaźni i przymierza łączących oba kraje, zarzucał Rzymianom zabranie Frygii i Kapadocji, oba zawsze należące do Pontu. Krytykował ich, że patrzyli spokojnie na najazd Nikomedesa na jego kraj. Powiedział, że król Mitrydates wzywa ich do pomocy w ukróceniu gwałtom Nikomedesa. Posłowie króla Bitynii, którzy tam byli, odpierali te zarzuty. Mówili, że Mitrydates stale knuł przeciw Nikomedesowi, bowiem wysłał pomoc wojskową jego bratu Sokratesowi w walce o tron. Wspomnieli, że zawarł powinowactwo z królem Armenii Tigranesem II, próbuje pozyskać przyjaźń królów Egiptu i Syrii, posiada 300 okrętów i następne buduje. Uważali, że te zbrojenia są skierowane przeciwko Rzymianom, a nie przeciw Nikomedesowi. Rzymianie na słowa posła pontyjskiego Pelopidasa, który ponownie zażądał udzielenia pomocy Mitrydatesowi, że nie podejmą wojny przeciw Nikomedesowi.
W 88 r. Mitrydates VI postanowił rozpocząć wojnę. Wysłał syna Ariaratesa IX do Kapadocji, by zajął tron. Wysłał ponownie posła Pelopidasa do wodzów rzymskich, by poinformować o ich odpowiedzialności za obecne wydarzenia. Oskarżał ich o wszczynanie wojny z Mitrydatesem, nasyłając na niego Nikomedesa i Ariobarzanesa. Kazał im powściągnąć Nikomedesa albo zerwać rzekomą przyjaźń między obydwoma krajami. Rzymianie jednak kazali Mitrydatesowi zostawić w spokoju Nikomedesa, wyjść z Kapadocji, a posłowi usunąć się z obozu.
Wodzowie rzymscy nie czekali na decyzję senatu. Zgromadzili wojsko z Bitynii, Kapadocji, Paflagonii i Galacji. Podzielili wojsko na trzy części. Każda z nich miała 4 tys. jazdy i ok. 40 tys. piechoty. Połączył się ponadto z nimi Nikomedes IV na czele 50 tys. piechoty i 6 tys. jazdy. Na równinie nad rzeką Amnias, dopływem rzeki Halys w Paflagonii, doszło między Nikomedesem a Archelaosem i jego bratem Neoptolemosem, wodzami Mitrydatesa, do walki. Nikomedes wyprowadził całe swe wojsko, a bracia tylko lekkozbrojnych, jazdę pod wodzą Arkatiasa oraz część wozów bojowych. Aby ich nie otoczyli liczniejsi Bitynowie, postanowili zająć skaliste wzniesienie. Kiedy się to nie udawało Neoptolemos przybył z pomocą, wzywając Arkatiasa. Nikomedes widząc to ruszył na nich i wywiązała się między nimi walka. Bitynowie mając większą siłę zmusili wrogów do ucieczki, dopóki nie udzielił im pomocy Archelaos, który stawił czoło ścigającym. Po taktycznym wycofywaniu, ponownie uderzył na Bitynów z wozami uzbrojonymi w kosy. Wojsko Nikomedesa na widok spustoszenia poczynionego przez kosy przestraszyło się. Wówczas uderzyli na nich z frontu Archelaos, a z tyłu Neoptolemos i Arkatias. Walka trwała zaciekle. Wielu Bitynów poległo, a król Nikomedes uciekł z resztkami do Paflagonii. W ten sposób Bitynia weszła w skład Pontu.
Niebawem Lucjusz Korneliusz Sulla, mianowany wodzem w wojnie z Mitrydatesem, walczył z wrogiem przez następne trzy lata. W 86 r. Sulla założył obóz pod Orchomenos naprzeciw Archelaosa. Jesienią br. doszło między nimi do bitwy, zwycięskiej dla Rzymian. Kiedy król Pontu dowiedział się o porażce, kazał Archelaosowi uzyskać pokój na honorowych warunkach. Ten spotkał się w tym celu z Sullą w Delion w Beocji, który mając braki wojskowe i finansowe zgodził się na rozmowy. Po wstępnych rozmowach i wysłaniu gońców do króla, zaczął ściągać żołnierzy z różnych stron. Mitrydates VI Eupator zgodził się na warunki pokojowe. W sierpniu 85 r. doszło między królem a Sullą do spotkania w Dardanos nad Hellespontem. Na mocy tego pokoju Nikomedes mógł ponownie objąć władzę w swoim królestwie.

## Ostatnie lata
Panowanie Nikomedesa od tego czasu przebiegało bez większych zakłóceń. W Bitynii coraz bardziej pogłębiały się wpływy Rzymu. W 80 r. młody Gajusz Juliusz Cezar przybył na dwór Nikomedesa. Cezar był tam wysłany na polecenie pretora Marka Termusa z Azji, by ściągnąć flotę bityńską. Jednak on zabawił się tam nieco dłużej u boku króla.
Jednym z ostatnich posunięć Nikomedesa IV było zapisanie w testamencie królestwa Bitynii republice rzymskiej w r. 74 p.n.e. Senat rzymski przekształcił ją w prowincję rzymską. Śmierć Nikomedesa pod koniec 74 r. była bezpośrednią przyczyną najazdu króla Pontu Mitrydatesa VI na Bitynię i rozpoczęcia trzeciej wojny między Rzymem a nim. Wiosną 73 r. Mitrydates zmusił Marka Aureliusza Kottę, rzymskiego konsula 74 r., namiestnika Bitynii i naczelnego dowódcy floty do ucieczki do Chalkedonu. W ten sposób kraj ponownie stał się częścią Pontu.

## Małżeństwa i potomstwo
Nikomedes IV był dwukrotnie żonaty. Pierwszą z nich była nieznana z imienia ciotka, siostra ojca. Małżeństwo ich było bezdzietne. Z drugą żoną Nysą II, córką Ariaratesa VI Epifanesa Filopatora, króla Kapadocji, miał zapewne dwoje dzieci (córkę i prawdopodobnie syna):
- Nysa (zm. po 74 p.n.e.)
- Nikomedes (zm. po 74 p.n.e.), pochodzenie jego jest podważane z powodu oskarżenia matki o niewierność małżeńską.